# Blue Bay
Blue Bay é uma cidade costeira localizada em Nova Gales do Sul, Austrália.
A cidade caracteriza-se pelo seu clima praiano, com várias ilhas e vilas. De acordo com o censo de 2011, possuía 1.025 habitantes, sendo 556 mulheres e 469 homens.